# Saint-André-de-Cruzières
Saint-André-de-Cruzières település Franciaországban, Ardèche megyében. Lakosainak száma 464 fő (2022. január 1.). Saint-André-de-Cruzières Banne, Beaulieu, Berrias-et-Casteljau, Saint-Paul-le-Jeune, Saint-Sauveur-de-Cruzières, Courry és Saint-Brès községekkel határos.

## Népesség
A település népessége az elmúlt években az alábbi módon változott:
| Lakosok száma | 425  | 411  | 383  | 535  | 474  | 468  | 464  | 461  | 462  | 464  |
|               | 1968 | 1982 | 1990 | 2006 | 2013 | 2015 | 2017 | 2019 | 2020 | 2022 |